# Mylothris splendens
Mylothris splendens is een vlindersoort uit de familie van de Pieridae (witjes), onderfamilie Pierinae.
Mylothris splendens werd in 1927 beschreven door Le Cerf.